# Luis Viñas Cortegoso
Luis Viñas Cortegoso nació en Pontevedra en 1912 y falleció en Vigo en el año 2000. Galleguista y editor, fue fundador, junto a Xosé María Álvarez Blázquez, de la editorial Monterrey, homónima de la librería de viejo que ambos inauguraron poco antes. Socio fundador de la Editorial Galaxia de la que sería director comercial durante un tiempo, fue responsable de la edición crítica de la "Vida y viajes literarios" de Frei Martiño Sarmiento (Edicións Monterrey, Vigo, 1952).[cita requerida]
- Datos: Q5646882